# Avatar (film)
Avatar je ameriški znanstvenofantastični film iz leta 2009, ki ga je režiral James Cameron. Izšel je tik pred božičem 2009 v distribuciji 20th Century Fox.
Film je posnet tudi v 3-D tehniki za različne formate 3-D kinematografov. Oglaševali so ga kot revolucijo v filmski tehniki zaradi uporabe stereoskopskih kamer, razvitih ravno v ta namen. Film je v celoti računalniško animiran. Igralci so bili posneti s sistemom za zajem gibanja v digitalno obliko, vključno z njihovo obrazno mimiko, ki je bilo nato pretvorjeno v gibanje lika. Režiser je za lažji predogled končnega izdelka uporabljal navidezno kamero, ki je posnela igralce pred praznim platnom in v realnem času generirala računalniško ozadje. Po uradnih podatkih je znašal proračun filma 237 milijonov dolarjev, po ocenah pa se dejanski znesek giblje med 280 in 310 milijonov za produkcijo in dodatnih 150 milijonov za oglaševanje.
Zgodba se odvija leta 2154 na Pandori, fiktivnem naravnem satelitu planeta v ozvezdju Alfa Kentaver, kamor pride zasebna korporacija izkopavati dragoceno rudo. S svojim početjem posega na ozemlje domorodnega ljudstva inteligentnih humanoidnih bitij, ki si pravijo Na'vi in se upirajo prišlekom. Zato direktor podjetja odobri program izdelave klonov Na'vijev brez lastne zavesti, ki jih je možno upravljati z mislimi in ki naj bi olajšali sporazumevanje med kulturama. Naslov se nanaša na računalniške avatarje, podobe, ki predstavljajo uporabnike v kiberprostoru. Zgodba spremlja Jakea Sullyja, nekdanjega marinca, ki dobi v upravljanje enega teh klonov z nalogo pridobiti zaupanje Na'vijev.
Kljub nekaterim kritikam na račun klišejske zgodbe in nedodelanih likov je bil Avatar pri večini kritikov in občinstva izredno dobro sprejet. Že v prvih tednih predvajanja je podrl več rekordov zaslužka, na koncu pa je 25. januarja 2010 presegel film Titanic istega režiserja in postal film z največ zaslužka s prodajo kino vstopnic v kinematografih vseh časov. Prejel je tudi več nagrad, med njimi zlati globus za najboljši dramski film in najboljšo režijo.

## Teme in navdih
Avatar je predvsem akcijsko-pustolovsko potovanje samoodkrivanja v kontekstu imperializma in globoke ekologije.
Cameron je dejal, da je bila zanj navdih »prav vsaka znanstvenofantastična knjiga, ki sem jo prebral kot otrok,« in da je želel aktualizirati slog serije John Carter Edgarja Ricea Burroughsa. Potrdil je, da si Avatar deli teme s filmi At Play in the Fields of the Lord, Smaragdni gozd in Princesa Mononoke, ki obravnavajo trk kultur in civilizacij, ter s filmom Pleše z volkovi, v katerem se ranjeni vojak približa kulturi, proti kateri se je sprva boril. Poleg tega je navedel filme anime Hajaoja Mijazakija, kot je Princesa Mononoke, kot vpliv na ekosistem Pandore.
Leta 2012 je Cameron objavil 45-stransko izjavo, v kateri je želel »podrobno opisati nastanek idej, tem, zgodbe in podob, ki so postale Avatar«. Poleg zgodovinskih dogodkov (kot je evropska kolonizacija Amerike), svojih življenjskih izkušenj in več nerealiziranih projektov je opisal povezave med Avatarjem in svojimi prejšnjimi filmi. Kot temelj za številne ideje in vizualne podobe Avatarja je poudaril scenarij in konceptno umetnost za film Ksenogeneza, ki je bil delno realiziran kot kratki film. Dejal je, da so Avatar »koncepti svetovnega uma, inteligence v naravi, ideja o projiciranju sile ali zavesti skozi avatarja, kolonizacija drugih planetov, pohlep korporacij, podprt z vojaško močjo, zgodba o zmagi navidezno šibkejše skupine nad tehnološko močnejšo silo in dobri znanstvenik uveljavljene in vračajoče se teme« iz njegovih zgodnejših filmov, vključno z Osmim potnikom, Breznom, Rambom: Prva kri, II. del, Terminatorjem in Terminatorjem 2: Sodnim dnem. Posebej je omenil »vodno lovko« v Breznu kot primer »avatarja«, ki »privzame videz ... nezemeljske življenjske oblike ... za premostitev kulturne vrzeli in ustvaritev zaupanja«.
Cameron je kot »referenčne točke in vire navdiha« za Avatarja citiral tudi številna dela drugih ustvarjalcev. Med temi sta dva od njegovih »najljubših« filmov, 2001: Vesoljska odiseja, v katerem človeštvo doživi razvojni preboj ob stiku z nezemeljskim življenjem, ter Lawrence Arabski, v katerem »tujec ... spozna tujo kulturo in se vključi vanjo ter se tej skupini končno pridruži v boju proti drugim tujcem«. Cameron je dejal, da se je s konceptom človeka, ki upravlja »umetnega avatarja« v drugem svetu, seznanil v kratki zgodbi Georgea Henryja Smitha »In the Imagicon« in romanu Arthurja C. Clarka Mesto in zvezde. Dejal je, da se je z izrazom avatar srečal pri branju kiberpankovskih romanov Neuromant Williama Gibsona in Islands in the Net. Zamisel o »svetovnem umu« izvira iz romana Solaris Stanislawa Lema. Cameron je kot navdih omenil tudi več drugih filmov, v katerih ljudje vzpostavijo stik z »domorodnimi kulturami«, vključno s filmi Pleše z volkovi, Mož, ki bi bil kralj, Misijon, Smaragdni gozd, Zadnji dnevi raja, Knjiga o džungli in FernGully.
V intervjuju za revijo Time leta 2007 je glede pomena izraza avatar dejal, da je to »utelešenje enega od hindujskih božanstev, ki privzame telesno obliko. V tem filmu to pomeni, da lahko človek s tehnologijo v prihodnosti injicira človeški um v oddaljeno biološko telo.« Cameron je v zvezi s tem, kako lahko človek na daljavo nadzoru in prenese svojo osebnost v tuje telo, navedel tudi japonsko mango in anime Duh v školjki.
Videz Na'vijev – človeku podobnih bitij, ki živijo na Pandori – so navdihnile sanje Cameronove matere že dolgo pred začetkom dela na Avatarju. V sanjah je videla modrokožno žensko, visoko približno štiri metre, kar se je Cameronu zdela »kar cool podoba«. Dejal je tudi: »Modra mi je preprosto všeč. Je dobra barva ... poleg tega je povezana s hindujskimi božanstvi, kar mi je konceptualno všeč.« Podobna bitja je vključil že v svoj prvi scenarij (napisan leta 1976 ali 1977), ki je vključeval planet, poseljen s »čudovitimi« modrimi nezemljani. Na'viji temeljijo na njih.
Za ljubezensko zgodbo med likoma Jake in Neytiri je Cameron uporabil temo nesojenih ljubimcev v tradiciji, kot je dejal, Romea in Julije. Potrdil je njuno podobnost s parom Jacka in Rose iz svojega filma Titanik. Nekdo, ki ga je intervjuval, je dejal: »Oba para izhajata iz radikalno drugačnih kultur, ki prezirata njuno razmerje in ju silita, da se postavita na stran ene ali druge konkurenčne skupnosti.« Cameron je Neytiri opisal kot »Pocahontas«, saj naj bi njegova zgodba sledila zgodovinski zgodbi »belega tujca, ki se zaljubi v poglavarjevo hčer, ta pa ga vpelje v pleme in njegovo posebno vez z naravo«. Cameron je menil, da bo to, ali bo ljubezenska zgodba Jaka in Neytiri sprejeta kot verjemljiva, delno odvisno od telesne privlačnosti nezemeljskega videza Neytiri, ki so ga oblikovali ob upoštevanju mnenja moške ekipe oblikovalcev. Čeprav se Cameronu ni zdelo, da se Jake in Neytiri takoj zaljubita, sta njuna igralca (Worthington in Saldana) menila drugače. Cameron je dejal, da se je med snemanjem med obema igralcema čutila »krasna kemija«.
Za plavajoče »gore Hallelujah« v filmu so se oblikovalci navdihovali pri »številnih raznovrstnih gorah, predvsem pa pri kraških oblikah na Kitajskem«. Kot je dejal produkcjski oblikovalec Dylan Cole so domišljijske plavajoče skale poleg drugih po svetu navdihnile gore Huangšan (imenovane tudi Rumene gore) v Narodnem parku Džangdžiadžiu. Vpliv kitajskih vrhov na oblikovanje plavajočih gora je omenil tudi Cameron.
Za oblikovanje notranjosti človeške rudarske kolonije na Pandori so produkcijski oblikovalci junija 2007 obiskali naftno ploščad Noble Clyde Boudreaux v Mehiškem zalivu. Fotografirali, izmerili in posneli so vsak vidik ploščadi, ki so jo pozneje, v postprodukciji, poustvarili na zaslonu s fotorealističnimi računalniško generiranimi podobami.
Cameron je dejal, da je želel ustvariti »nekaj, ki ima to prgišče sladkosti vseh akcij in pustolovščin in vsega tega«, vendar naj bi nas »morda ob uživanju v vsem tem malo pripravilo tudi do razmisleka o ravnanju z naravo in sočlovekom«. Dejal je, da »Na'viji predstavljajo nekaj, kar je naš višji jaz, jaz našega prizadevanja, to, kar si želimo biti,« in čeprav so v filmu tudi dobri ljudje, ljudje »predstavljajo tisti del nas, ki uničuje svet in nas morda obsoja na mračno prihodnost.«
Cameron priznava, da Avatar posredno kritizira vlogo ZDA v iraški vojni in neosebno naravo mehaniziranega vojskovanja na splošno. V zvezi z uporabo izraza »šok in strahospoštovanje« (shock and awe) v filmu je Cameron dejal: »Vemo, kakšen je občutek ob izstrelitvi raket. Ne vemo pa, kako je, če pristanejo na naših domačih tleh, ne v Ameriki.« V poznejših intervjujih je dejal: »... Mislim, da je zelo domoljubno prevprašati sistem, ki ga je treba ograditi ...« in »Film zagotovo ni protiameriški«.
Eden od prizorov v filmu prikaže nasilno uničenje veličastnega Domačega drevesa Na'vijev, ki pade v plamenih po raketnem napadu ter prekrije pokrajino s pepelom in plamenečimi kosi. Na vprašanje o podobnosti z napadi 11. septembra na Svetovni trgovinski center v New Yorku je Cameron dejal, da ga je »presenetilo, kako zelo sta si bila oba prizora podobna«.